# Автономні ландшафти
Автоно́мні ландша́фти — елементарні ландшафти вододілів, де процеси ґрунтоутворення і розвиток рослинності відбувається незалежно від ґрунтових вод. А.л. характеризуються відсутністю надходження матеріалу шляхом рідкого і твердого бокового стоку: заміна матеріалу здійснюється шляхом стоку і просочування.
Термін запропонований геохіміком О.І. Перельманом. Синонімом йому є елювіальні ландшафти Б.Б. Полинова. На відміну від автономних вододільних ландшафтів Перельман називає надводні і підводні ландшафти підлеглими на тій підставі, що їх геохімія багато в чому залежить від вододільних ландшафтів.